# Фрязинская старица
Фрязинская старица (также «Озеро Фрязинское», «Озеро Банное», Старица) — озеро в Судогодском районе Владимирской области. Расположено на правобережной пойме реки Клязьмы к северо-западу от деревни Улыбышево, на северо-западной и северной окраине деревни Фрязино, на землях водного фонда.

## Описание
Пойменное старичное озеро, вытянутое вдоль правого берега Клязьмы. Вода в озере не сильно загрязнена органикой, но из-за небольшой глубины в будущем, скорее всего, приведёт к его заиливанию и окончательной эвтрофикации.
Озеро разделено сухим перешейком искусственного происхождения, на 2 отдельных водоёма. В период высокого половодья обе части бывшего озера соединяются между собой посредством трубы, проложенной под перешейком. 
Западная часть Фрязинской старицы соединяется протокой с Рогановской старицей, восточная часть ранее соединялась с озером Дубняцким. В настоящее время эта протока и само озеро Дубняцкое почти полностью пересохли, в то время как до начала мелиорации поймы Клязьмы все три озера — Рогановское, Фрязинское и Дубняцкое составляли единый водоём — крупную старицу реки Клязьмы.
Берега озера покрыты преимущественно луговой растительностью. В прибрежной полосе распространены заросли рогоза широколистного и сусака зонтичного. 
Фрязинская старица ранее была известна, как место произрастания водяного ореха плавающего, который занесен в Красную книгу Владимирской области. В ходе исследований на территории ООПТ,  водяной орех не был обнаружен. 
В государственный кадастр недвижимости были внесены сведения о границах памятника природы регионального значения "Фрязинская старица", как зона с особыми условиями использования территорий, с учётным номером 33.11.2.123.